# Universidad Nacional de Colombia
La Universidad Nacional de Colombia (UNAL) es una universidad pública colombiana de ámbito nacional, fundada bajo el gobierno de Santos Acosta el 22 de septiembre de 1867. Está vinculada a la historia y producción académica de América Latina. Su campus insignia, la Ciudad Universitaria de Bogotá, es el más grande del país y cuenta con 17 edificios declarados monumento nacional. Tiene sedes en Medellín, Manizales, Palmira, Arauca, Leticia, Tumaco, San Andrés y La Paz (Cesar).
Su población estudiantil es de 57 106 estudiantes, de los cuales 49 789 son de pregrado y 7317 de posgrado; lo que la convierte en una de las academias colombianas con mayor número de estudiantes. Cuenta también con un total de 2939 docentes activos de planta, la mitad con doctorado. Posee 97 programas de pregrado, 86 especializaciones, 40 especialidades médicas y odontológicas, 171 maestrías y 70 doctorados distribuidos en sus 9 sedes.
El 9 de abril de 2010, el Ministerio de Educación Nacional le otorgó la Acreditación Institucional de Alta Calidad por 10 años en todas sus sedes. Numerosas clasificaciones la han ubicado como la mejor del país. Es miembro de la Asociación Colombiana de Universidades, la Asociación Universitaria Iberoamericana de Postgrado (AUIP) y la Red Iberoamericana de Universidades "Universia".

## Historia
La idea de universidad pública y estatal en Colombia comenzó con la promulgación de la Ley 8 de 1826 “Sobre organización y arreglo de la Instrucción Pública”, promovida por el vicepresidente de la Gran Colombia, Francisco de Paula Santander. En esa época se fundaron las universidades del Cauca, Cartagena y Central de la República con sedes en Bogotá, Caracas y Quito. La Universidad Central de la República es la antecesora de la Universidad Nacional y se fundó el 25 de diciembre de 1826 en la manzana jesuítica de Bogotá. Esta agrupaba a la Biblioteca Nacional, el Colegio Nacional de San Bartolomé (hoy Colegio Mayor de San Bartolomé) y la universidad propiamente dicha.
Con el argumento de que las universidades eran monopolios de enseñanza y de trabajo que atentaban contra la libertad individual, los gobiernos federalistas y radicales cerraron la Universidad Central de la República. En 1864, José María Samper, antiguo radical, presentó sin embargo un proyecto de Ley al Congreso, de lo que llamó Universidad Nacional de los Estados Unidos de Colombia. En 1867 se creó el Instituto Nacional de Ciencias y Artes. El gran paso definitivo en la fundación se dio el 22 de septiembre de 1867 cuando el Congreso expidió la Ley 66 que creó la Universidad Nacional de los Estados Unidos de Colombia, en la administración de Santos Acosta.
En 1868 se expidió el Estatuto Orgánico, se abrieron las primeras escuelas y fue elegido el primer rector, Ezequiel Rojas, quien no aceptó el cargo por motivos de salud. Fue nombrado en su reemplazo Manuel Ancízar. En su primer año de actividad la Universidad inició labores con las facultades de Artes y Oficios, Ingeniería, Medicina, Derecho y Ciencias Naturales, contó con 335 estudiantes y 45 profesores, entre los que se destacan personalidades como Miguel Antonio Caro e Indalecio Liévano.
El entorno se ensombreció debido a los múltiples conflictos políticos y sociales sucedidos en la segunda mitad del siglo XIX. Durante la Regeneración, se le imputaron a la universidad la inestabilidad política y la desazón social que rodearon el proceso de la nueva Constitución de 1886. Por eso, esta regresó al control directo del Estado y perdió su limitada autonomía y su unidad académica.
La reforma de 1935 centralizó las facultades en un solo campus (antes eran una colección de escuelas distribuidas por toda la ciudad). Para su aplicación y puesta en marcha se designó al payanés Manuel Antonio Arboleda como secretario general, pero murió un año después en la tragedia de Fúquene. La Reforma Universitaria se expidió a través de la Ley 68 de ese mismo año, llevó a la promulgación de la Ley Orgánica para modernizarla, abrirla y situarla en la realidad del país. Durante este periodo el Gobierno compró los terrenos donde funcionaría la Ciudad Universitaria.
Llegaron de Alemania, invitados por el gobierno nacional, el pedagogo Fritz Karsen, experto en asuntos universitarios, y el arquitecto Leopoldo Rother. Karsen ayudó a definir una estructura académica integral, sintetizada en un esquema general en forma de elipse de la que irradiaba cada una de las cinco grandes divisiones académicas y sus respectivas dependencias. El esquema fue traducido casi literalmente por Rother en la distribución espacial propuesta para el predio seleccionado, entonces en el límite occidental de la ciudad de Bogotá.
La Universidad estableció la libertad de cátedra, los profesores accedían por concurso, y generalmente en aquellas materias fundamentales o que tuviesen un aspecto particular en cuanto a los conceptos, había dos profesores por cátedra. La Universidad se amplió, se tecnificó y se engrandeció, se ubicó realmente en la modernidad. Empezó a trabajar hacia el desarrollo del país.
En 1946, hubo un cambio político en el país. Cuando vino el gobierno de Mariano Ospina Pérez, el advenimiento del conservatismo con presidentes como Laureano Gómez y luego la dictadura de Rojas Pinilla, en la Universidad se suprimió la libertad de cátedra, se desconoció la participación democrática del profesorado y los estudiantes.

### Reformas
Entre las reformas introducidas en 1964 por el rector José Félix Patiño, se destaca la creación del Consejo Superior como máximo órgano de gobierno. El Consejo Académico volvió a constituirse en cuerpo consultivo. Se destaca en ese año la aparición de los departamentos, institutos, unidades, secciones académicas de investigación y docencia y el desarrollo de programas de postgrado. A finales de la década de los 60 se le dio impulso a los programas de maestría en la Universidad Nacional y en el país. Los primeros programas, a nivel de maestría fueron creados entre 1967 y 1973 y en 1986 abrieron sus puertas los primeros programas doctorales del país en áreas como Física y Matemáticas. En el mismo año se llevó a cabo una reforma estatutaria mediante el Acuerdo 44 y su reglamentario el 58 del Consejo Superior Universitario. Mediante esta reforma se produjo la división del trabajo de la rectoría al crear la vicerrectoría. Por otra parte se flexibilizó la organización académica e incrementó el grado de participación de los profesores y estudiantes, quienes fueron incorporados como miembros de los comités consultivos.
Durante los últimos 20 años se ha venido hablando de reformas en diferentes estatutos, reformas que han sido llevadas a la realidad en los últimos 5 años y que todavía en la actualidad están en proceso de construcción e implementación. Entre las más importantes están la reforma al estatuto general y al estatuto estudiantil, entre muchas otras; Este proceso fue traumático para la universidad debido a la resistencia de varios sectores que opinan que las propuestas de reforma son desventajosas en uno u otro sentido, al fracaso en los procesos de participación y de los canales de comunicación, llegando a acciones de hecho como el bloqueo de las actividades en varios campus. Durante 2009 se comenzó a implementar la reforma académica, sin que se hayan presentado inconvenientes como en los años anteriores.
Aunque en 2005, 2007, 2008, 2011, 2012, 2013, 2015 y 2018 vivió jornadas de paros en los que cesó la mayor parte de la actividad académica, en cada uno de los correspondientes semestres se logró recuperar las semanas perdidas, reduciendo al mínimo los efectos en la vida académica.

### Conflicto armado en la universidad
La Universidad ha sido víctima del conflicto armado interno de Colombia, por varios actores del conflicto presentándose asesinatos, la Masacre de la Universidad Nacional de Colombia sede Bogotá, desapariciones forzadas entre otros hechos de violencia.

### Rectores
- Manuel Ancízar - de 1868 a 1870
- Francisco Javier Zaldúa - de 1872 a 1873
- Jacobo Sánchez Chaves - de 1873 a 1874
- Januario Salgar Moreno - de 1874 a 1877
- Santiago Pérez Manosalva - 1877
- Manuel Plata Azuero - de 1877 a 1878
- Carlos Martín Gaitán - de 1878 a 1880
- Entre 1880 y 1935 la Rectoría estuvo a cargo del Ministro de Instrucción Pública bajo el periodo que se llamó Hegemonía Conservadora.
- Gabriel Durana Camacho - de 1936 a 1937
- Roberto Franco Franco - de 1937 a 1938
- Agustín Nieto Caballero - de 1938 a 1941
- Julio Carrizosa Valenzuela - de 1941 a 1944
- Gerardo Molina Ramírez - de 1944 a 1948
- Luis López de Mesa - de 1948 a 1949
- Jaime Jaramillo Arango - de 1949 a 1950
- Julio Carrizosa Valenzuela - de 1950 a 1954
- Abel Naranjo Villegas - 1954
- José Manuel Agudelo - 1954
- Jorge Vergara Delgado - de 1954 a 1957
- Cástor Jaramillo Arrubla - 1957
- Ramón Atalaya Valencia - 1957
- Guillermo Amaya Ramírez - de 1957 a 1958
- Mario Laserna Pinzón - de 1958 a 1960
- Arturo Ramírez Montúfar - de 1961 a 1962
- Hernando Morales Molina - de 1963 a 1964
- José Félix Patiño - de 1964 a 1966
- Guillermo Rueda Montaña - de 1966 a 1967
- Jorge Antonio Méndez Munévar - de 1967 a 1969
- Enrique Carvajal Arjona - de 1969 a 1970
- Mario Latorre Rueda - de 1970 a 1971
- Diego López Arango - 1971
- Santiago Fonseca Martínez - de 1971 a 1972
- Luis Duque Gómez - de 1972 a 1974
- Luis Carlos Pérez Velasco - de 1974 a 1975
- Luis Eduardo Mesa Velásquez - de 1975 a 1976
- Osmar Correal Cabra - 1977
- Emilio Aljure Nasser - de 1977 a 1978
- Ramsés Hakim Murad - de 1978 a 1980
- Eduardo Brieva Bustillo - de 1980 a 1982
- Fernando Sánchez Torres - de 1982 a 1984
- Marco Palacios Rozo - de 1984 a 1988
- Ricardo Mosquera Mesa - de 1988 a 1990
- Darío Valencia Restrepo - de 1990 a 1991
- Antanas Mockus - de 1991 a 1993
- Guillermo Páramo Rocha - de 1993 a 1997
- Víctor Manuel Moncayo Cruz - de 1997 a 2003
- Marco Palacios Rozo - de 2003 a 2005
- Ramón Fayad Nafah - de 2005 a 2006
- Moisés Wasserman Lerner - de 2006 a 2012
- Ignacio Mantilla Prada - de 2012 a 2018
- Dolly Montoya Castaño - de 2018 a 2024
- Leopoldo Múnera Ruiz - de 2024 a la actualidad.

## Imagen institucional
A lo largo de su historia, la universidad ha utilizado varios símbolos para identificarse y distinguirse de otras instituciones a nivel nacional e internacional y como herramienta para transmitir sus valores y los de la nación. La última actualización se realizó en 2016, bajo la rectoría de Ignacio Mantilla Prada, con el fin de unificar los distintivos de la universidad. Su escudo fue diseñado en 1937 y fue actualizado en 2016. El himno estudiantil Gaudeamus igitur, es la composición poética musical que se entona con mayor frecuencia en los actos protocolarios de la Universidad, a tal punto que se ha tomado erróneamente como himno propio de la Universidad Nacional de Colombia.
Además del escudo y del himno, en 1967, se adoptó como imagen alternativa el distintivo diseñado con las iniciales UN, que presenta una simetría inversa, con su eje de simetría sobre la línea central vertical, formando un ambigrama. Su utilización es principalmente promocional.

## Clasificación académica
En Colombia y el resto del mundo existen diferentes listas que clasifican a las universidades según criterios bibliométricos. Tomando en cuenta solamente las universidades colombianas e indicadores nacionales la Universidad Nacional de Colombia se posiciona en primer lugar en la lista Sapiens Research. Tomando como referencia indicadores internacionales se ubica primera en la lista Academic Ranking of World Universities, primera en la lista SCImago Institutions Rankings (SIR), segunda en la lista QS Latin American University Ranking, segunda en la lista U.S. NEWS & WORLD REPORT Best Global University Rankings y segunda en la lista THE Latin America University Rankings.

## Sedes
| \| Bogotá Medellín Manizales Palmira Leticia San Andrés Arauca Tumaco La Paz \| | Ubicación de las sedes. |
| Bogotá Medellín Manizales Palmira Leticia San Andrés Arauca Tumaco La Paz       |                         |

La Universidad está constituida por Sedes Andinas y Sedes de Presencia Nacional, cuya clasificación está determinada por las directivas de la institución, teniendo en cuenta las particularidades regionales, las prioridades institucionales y propendiendo por la solución de las necesidades nacionales, regionales y locales.
Las Sedes de Presencia Nacional están localizadas en áreas geográficas alejadas de los centros urbanos pero con alta necesidad de formación profesional cuyas áreas de influencia tienen interés científico y cultural.
Son Sedes Andinas las de Bogotá, Medellín, Manizales, Palmira y La Paz. Son Sedes de Presencia Nacional las del Caribe, Pacífico, Amazonia, Orinoquia y Tumaco.

### Sede Bogotá

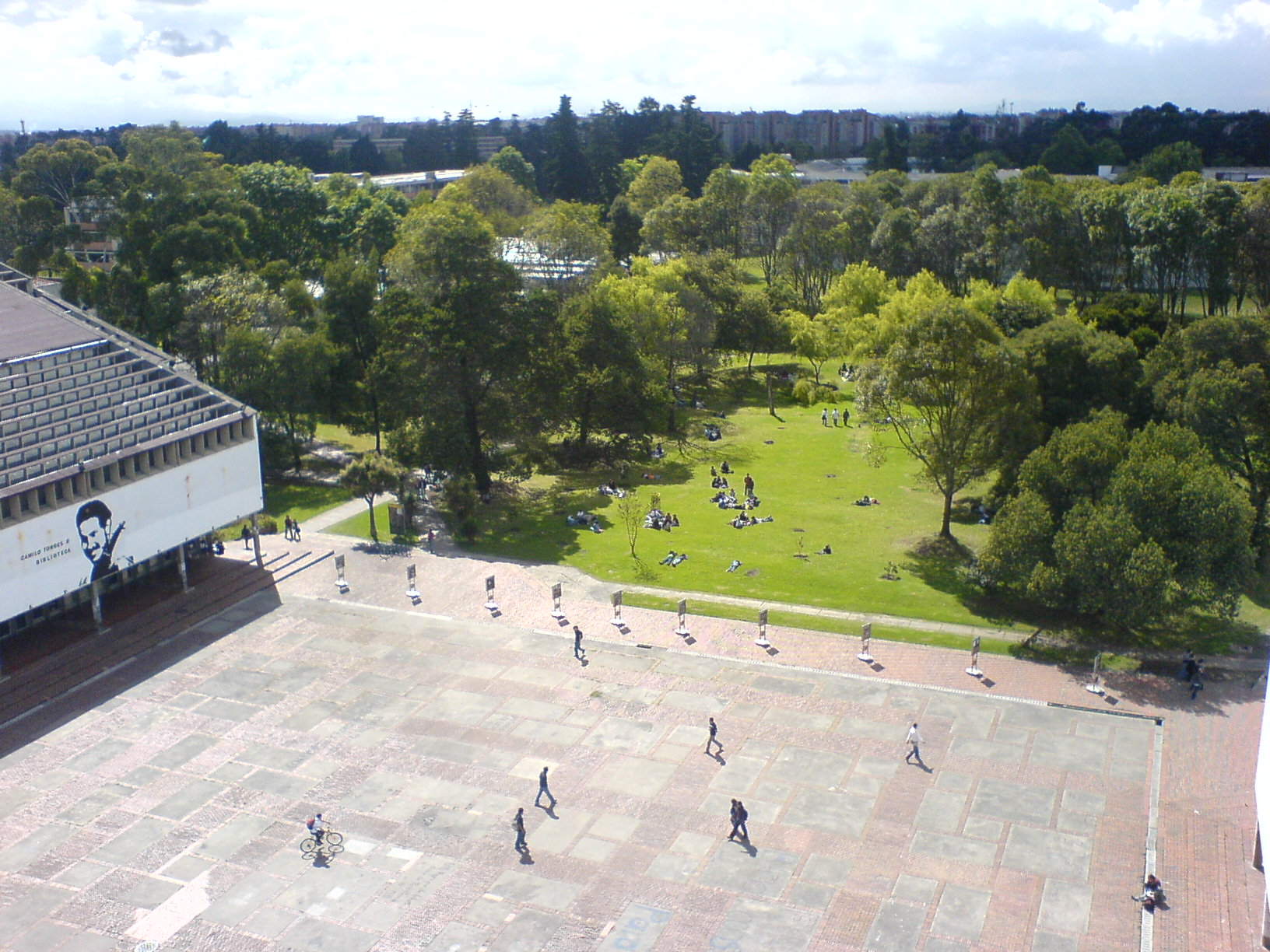
Sede Bogotá - Plaza Francisco de Paula Santander, también conocida como plaza Central.

Esta sede ofrece cerca del 54% de los cupos para nuevos estudiantes a nivel nacional. Cuenta con 1963 docentes de planta, de los cuales el 35% son doctores, 39% son magísteres, 11% son especialistas en Ciencias de Salud, 6,5% son especialistas y 7,4% son profesionales. Esta sede ofrece 49 programas de pregrado y 214 de posgrado, de los cuales hay: 31 doctorados, 95 Maestrías, 50 Especializaciones y 38 Especialidades médicas.
Comprende la Ciudad Universitaria y otros predios ubicados dentro y fuera del perímetro urbano de la capital del país. Está ubicada en la localidad de Teusaquillo, al noroccidente del centro histórico. La distribución general del campus fue diseñada por el arquitecto alemán Leopoldo Rother con la orientación del pedagogo alemán Fritz Kartzen. El campus está flanqueado por dos de las avenidas principales de la ciudad, la avenida El Dorado o calle 26 y la avenida NQS o carrera 30, de manera que su ubicación tiene gran impacto en las distintas actividades de la ciudad.
Tiene una superficie de 1 213 500 metros cuadrados (121,4 ha) y aproximadamente 308.541 m² de área construida; cuenta con zonas peatonales, áreas verdes y espacios abiertos. En su interior cuenta con un conjunto de bloques arquitectónicos, de los cuales 17 han sido declarados Monumento Nacional y junto con otras edificaciones representan los últimos 70 años de la arquitectura colombiana. Cerca de 40 000 personas circulan diariamente por la ciudad universitaria.
Además, tiene a cargo el Observatorio Astronómico Nacional (en desuso), la Casa Museo Jorge Eliécer Gaitán, el Claustro de San Agustín, el Museo Paleontológico de Villa de Leyva y la Estación de Biología Tropical Roberto Franco, en Villavicencio
En 2023 fueron construidos los bloques B y C para las escuelas de diseño industrial y de cine y televisión y en 2024 se anunció la construcción del bloque A del edificio Nuevos Espacios para las Artes.

### Sede Medellín
La Sede Medellín cuenta con dos campus: Núcleo Robledo y Núcleo El Volador, este último comprende, además, el Núcleo Del Río. En la sede estudian unos 12 437 estudiantes. Esta sede ofrece aproximadamente el 30% de los cupos para nuevos estudiantes a nivel nacional.
Suma en todos sus campus 370 Ha siendo así la sede de la UN con mayor extensión.
Así mismo, esta sede cuenta con 555 docentes de planta, de los cuales el 38% son doctores, 44% son magísteres, 8% son especialistas y el 10% son profesionales.[cita requerida] Esta Sede ofrece 26 programas de pregrado y 73 de posgrado categorizados así: 15 doctorados, 28 mMaestrías y 29 especializaciones.
Los orígenes de la sede se remontan a la Escuela Nacional de Minas. Su historia le confiere un carácter peculiar, pues no se formó como la mayoría de universidades a partir de las clásicas carreras de Derecho, Medicina, Letras y Ciencias. La sede nació a partir de carreras de Ingeniería; es por eso que hoy día la sede posee el mayor número de ingenierías (17) de la Universidad y del país en general; siendo así, desde épocas anteriores, líder en el desarrollo, la enseñanza y la aplicación de la ingeniería en Colombia.

### Sede Manizales
En 1991, se crea en la sede la carrera de Ingeniería Electrónica, en 1996 inician labores las Especializaciones en Evaluación Socioeconómica de Proyectos y en Ingeniería Ambiental con Énfasis en Sanitaria, posteriormente, en 1997, comienza la Especialización en Finanzas con Énfasis en Preparación y Evaluación de Proyectos. Además, se crea mediante el acuerdo N.º 6 de ese año la carrera de Administración de Sistemas Informáticos, siendo una de las únicas instituciones en ofrecer este programa en Colombia.
En 1998, se crea la primera maestría, Física del Plasma, y una especialización en Semiótica y Hermenéutica del Arte. Se crean en la sede la carrera de Matemáticas y la carrera de Ingeniería Física. En el 2001, se crea la carrera de Gestión Cultural y Comunicativa. Este último es único en el mundo.
Esta sede está constituida por tres campus universitarios: Palogrande, El Cable, y la Nubia que suman un área de 130,172 m² y unos 46.770 m² de área construida, en los que estudian unos 4.447 estudiantes de pregrado y unos 195 de posgrado.
La Universidad en Manizales cuenta con tres facultades las cuales ofrecen 12 programas académicos, 7 posgrados, 6 maestrías y un programa de doctorado.
Esta sede ofrece aproximadamente el 11% de los cupos para nuevos estudiantes a nivel Nacional.

### Sede Palmira
La Sede Palmira de la Universidad Nacional de Colombia cuenta con dos facultades. La Facultad de Ingeniería y Administración y la Facultad de Ciencias Agropecuarias. Precisamente esta sede nació como la Escuela Superior de Agricultura Tropical en 1934. El campus universitario se encuentra ubicado al sur del municipio de Palmira, Valle del Cauca, en el barrio Chapinero a ambos lados de la carretera que conduce a las poblaciones de Candelaria y el corregimiento El Bolo. En el campus principal se encuentra el edificio Ciro Molina Garcés, diseñado por Leopoldo Rother. En este edificio funcionó durante muchos años la Facultad de Ciencias Agropecuarias; la Biblioteca de la sede, que funciona en la antigua cafetería y fue recientemente remodelada; el edificio y la torre administrativa, donde funciona el gobierno de las facultades y la sede; el edificio de aulas; una serie de laboratorios y el Auditorio Hernando Patiño Cruz. Al otro lado de la vía se encuentra el complejo de Bienestar Universitario. En la actualidad cuenta con dos edificios y para marzo de 2021 se inició la construcción de un tercer edificio. El primer edificio es el gimnasio universitario, el segundo esta destinado a salud estudiantil y el tercero estará destinado a la dirección de bienestar, el área de cultura y salones multipropósitos. Adicionalmente, la Sede cuenta con la Reserva Natural Forestal Bosque de Yotoco, en Yotoco, Valle del Cauca; el Centro Experimental Universidad Nacional de Colombia – Sede Palmira (Ceunp), en Candelaria, Valle y el Laboratorio Agropecuario Mario González Aranda ubicado a un kilómetro del campus principal.
En la actualidad, esta sede posee 3 programa de doctorado, 7 de maestría y 7 carreras de pregrado. También cuenta con dos museos y un Herbario.

### Sede de La Paz
La Sede de La Paz de la Universidad Nacional de Colombia que está ubicada en el municipio de La Paz, Cesar, uno de los municipios del Área Metropolitana de Valledupar. 
El Consejo Superior Universitario (CSU) reglamentó por medio del Acuerdo 250 de 2017 del 24 de octubre, la creación de la Sede de La Paz de la Universidad Nacional de Colombia. El diseño arquitectónico estuvo a cargo del arquitecto y profesor de la sede Manizales, Edison Henao Carvajal. La infraestructura fue culminada el 10 de agosto de 2018 y entregado a la institución, se espera que atienda una oferta académica de 2 200 estudiantes.

### Sedes de Presencia Nacional
- Sede Amazonia. Se encuentra ubicada en el km dos vía Leticia Tarapacá, a 500 metros del Aeropuerto Vásquez Cobo. Su campus recoge elementos locales y autóctonos en su diseño, méritos que fueron destacados en la XVI Bienal de Arquitectura Colombiana. La Sede cuenta con el Instituto Amazónico de Investigaciones (IMANI).
- Sede Orinoquia. Ubicada en la Hacienda El Cairo, km. 9 vía al municipio de Tame, localizada en los llanos orientales, limita con Venezuela y tiene un radio de acción amplio.
- Sede Caribe. Cuenta con el Instituto de Estudios Caribeños, que tiene como fin realizar actividades de investigación, docencia y extensión para fortalecer el desarrollo de la Región Caribe. La sede de San Andrés cuenta con el Jardín Botánico, concebido como un proyecto orientado al conocimiento, la conservación, la valoración y el aprovechamiento de la diversidad vegetal del archipiélago, mediante el fomento de la investigación.
- Sede Tumaco. Ubicada entre los km 30-31, Vía Nacional Tumaco - Pasto, en el departamento de Nariño, Colombia.

## Administración
A nivel nacional, la Universidad cuenta con los siguientes organismos distribuidos de manera jerárquica: el Consejo Superior Universitario, la Rectoría, el Consejo Académico, las Vicerrectorías, la Gerencia Nacional Financiera y Administrativa, la Secretaría General y el Comité de vicerrectores. El Consejo Superior Universitario es la máxima autoridad de gobierno y dirección.
Está conformado de la siguiente manera:
- José Daniel Rojas Medellín - Ministro de Educación Nacional (Presidente del Consejo)
- Ricardo Moreno Patiño - Viceministro de Educación Superior
- María Alejandra Rojas Ordóñez - Designada por el presidente de la República
- Danna Nataly Garzón Polania - Designada por el presidente de la República
- Víctor Manuel Moncayo Cruz - Representante del CESU
- Laura Vianey Quevedo Álvarez - representante estudiantil
- Vacante[48][49] - Representante de los Ex-Rectores
- Lucía Botero Espinosa - Decana designada por el Consejo Académico
- Diego Alejandro Torres Galindo - Representante Profesoral
- Leopoldo Múnera Ruiz - Rector
- María Fernanda Lara Díaz - secretaria general

El Consejo Académico es la máxima autoridad académica de la Universidad. La rectoría tiene las funciones de coordinar y dirigir la gestión académica, científica, tecnológica y cultural, además de los programas académicos, siendo el actual rector Leopoldo Múnera Ruiz. La misión de la vicerrectoría general es integrar las sedes y sus respectivas dependencias para formar un todo en la construcción de un proyecto nacional de calidad que responda a las demandas sociales. La principal función de la vicerrectoría académica es definir políticas, programas, y proyectos de tipo académico para toda la institución. La Gerencia Nacional Financiera y Administrativa es la dependencia encargada de definir políticas y establecer procedimientos para la gestión financiera y administrativa que faciliten el quehacer de los procesos misionales de la investigación, la formación y la extensión. La Secretaría General es la dependencia encargada de asumir, entre otras, todas aquellas funciones que garanticen el cabal funcionamiento del Consejo Superior Universitario y del Consejo Académico. Responsabilidad que va de la preparación de las sesiones de trabajo de cada consejo, la puesta en marcha de las providencias aprobadas en cada reunión y la difusión de las determinaciones de estos cuerpos colegiados.

## Proceso de admisión
La admisión a la Universidad está dividida en dos procesos distintos de acuerdo a los niveles educativos, uno para pregrados y otro para posgrados. Ambos procesos se basan principalmente en la presentación de exámenes de conocimientos.
El examen de admisión riguroso y selectivo, pues sólo logran pasar en promedio el 15% de los aspirantes, esto dependiendo del periodo al que se aplique. Tomando datos desde las admisiones del 2008-1 hasta 2021-2, de un promedio por periodo de admisión de 58.000 aspirantes a pregrado, la universidad sólo ofrece 8500 cupos.

## Programas curriculares
La universidad cuenta con 97 programas de pregrado, 86 especializaciones, 40 especialidades médicas y odontológicas, 170 maestrías y 70 doctorados distribuidos en sus 9 sedes. El 61% de los programas son de la Sede Bogotá, el 24% de la Sede Medellín, el 8,6% pertenecen a la Sede Manizales, el 4% a la Sede Palmira, el 1,1% a la Sede Amazonía y el 1,3% a la Sede Caribe.

### Pregrados
De los 97 programas de pregrado, 52 son de la sede de Bogotá, 26 de la sede de Medellín, 12 de la sede de Manizales y 7 de la sede de Palmira.

## Intercambios
La Dirección de Relaciones Exteriores, DRE, es una instancia asesora de la Rectoría que promociona la internacionalización y la apertura formal de escenarios de cooperación nacional e internacional. Se encarga de facilitar las relaciones nacionales e internacionales y articula su dinámica internacional con las iniciativas de política estratégica propuestas por la institución.

### Convenios
La DRE cuenta con más de 670 convenios vigentes con universidades de todo el mundo, para realizar intercambios académicos de pregrado, posgrado y aprendizaje de idioma.

## Laboratorios
La Universidad se distingue por su alta concentración en la investigación, es por ello que cuenta con un gran número de laboratorios utilizados en la academia y con fines científicos. Distintas facultades y departamentos tienen a disposición laboratorios presentados a continuación.
La ciudad Universitaria de Bogotá cuenta con más de 430 laboratorios distribuidos en las diferentes facultades y unidades académicas, utilizados con propósitos de la academia y la investigación.

## UN Periódico

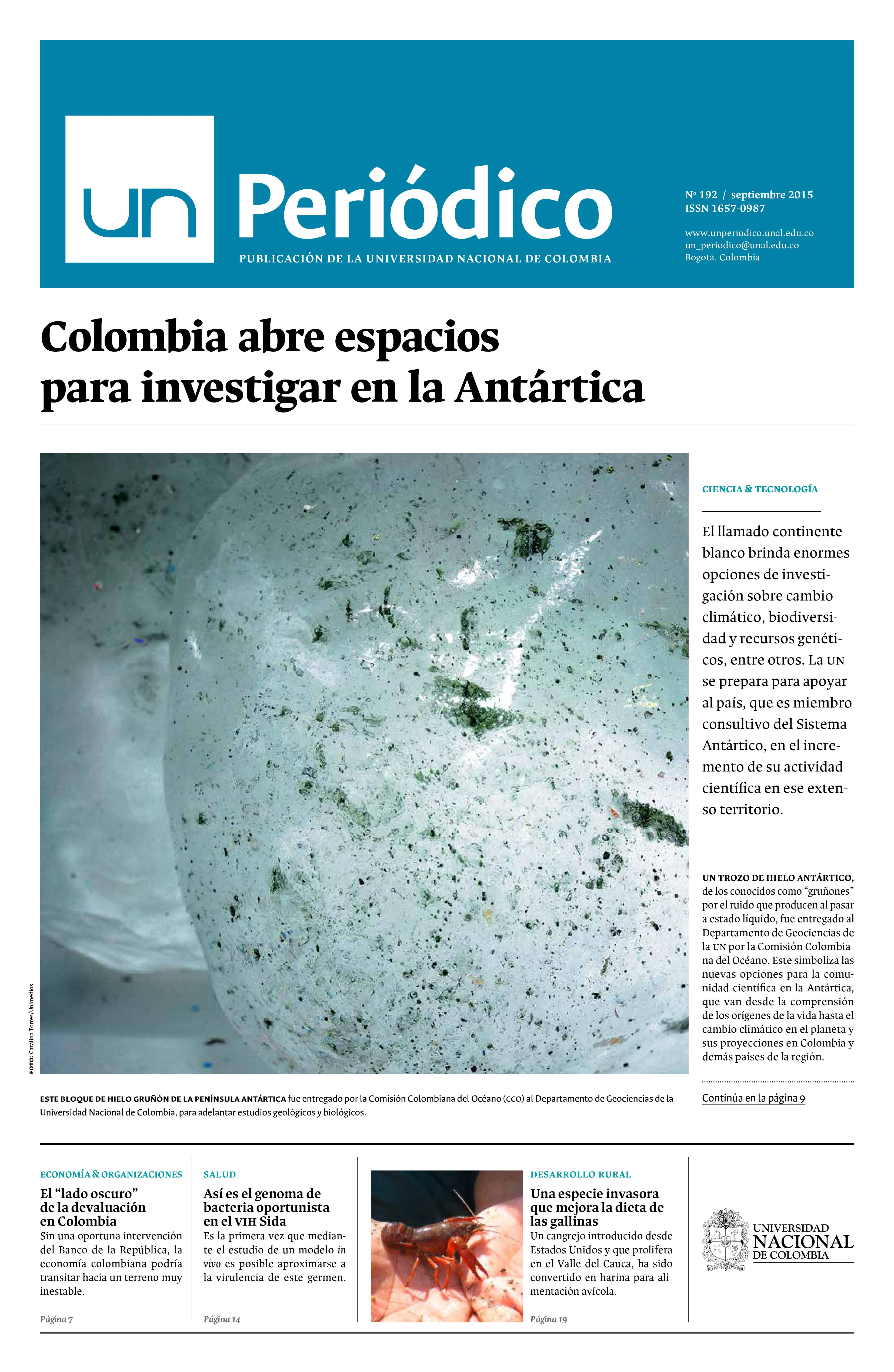
Portada del periódico.

El UN Periódico es el periódico de distribución gratuita administrado por la agencia de noticias universitaria, con un tiraje mensual de 213 000 ejemplares que llegan a 305 municipios de Colombia, a nueve ciudades de Estados Unidos, una ciudad en Francia y una en China; Es uno los principales mecanismos por medio de los cuales la Universidad publica sus avances investigativos, artículos políticos, sociales, ambientales, tecnológicos y culturales de Colombia y el mundo. Para junio de 2016 se habían impreso 200 ejemplares.
El periódico ha recibido diversos premios, entre los que se destacan el Premio Nacional al Mérito Científico de la ACAC en 2015, en 2011 gana el premio de periodismo Álvaro Gómez Hurtado; También ha sido merecedor del primer puesto en el Concurso de Red Salud, ganador del premio Reportaje sobre Biodiversidad de Conservación Internacional, premio Nacional de Periodismo Ambiental en reportería gráfica, premio Nacional de Periodismo Conflicto y Paz Fernando Quiñónez, premio de periodismo Medtronic Tecnología aplicada a la salud.